# András Schiffer
Dans le nom hongrois Schiffer András, le nom de famille précède le prénom, mais cet article utilise l’ordre habituel en français András Schiffer, où le prénom précède le nom.
András Schiffer ([ˈɒndɾaːʃ], [ˈʃiffɛɾ]), né le 19 juin 1971 à Budapest, est un homme politique hongrois, député, membre fondateur de La politique peut être différente (LMP). Il est l'arrière-petit-fils d'Árpád Szakasits.